# Роклейк (Північна Дакота)
Роклейк (англ. Rocklake) — місто (англ. city) в США, в окрузі Таунер штату Північна Дакота. Населення — 94 особи (2020).

## Географія
Роклейк розташований за координатами 48°47′25″ пн. ш. 99°14′46″ зх. д. / 48.79028° пн. ш. 99.24611° зх. д. (48.790166, -99.246084).  За даними Бюро перепису населення США в 2010 році місто мало площу 0,57 км², уся площа — суходіл. В 2017 році площа становила 0,54 км², уся площа — суходіл.

## Демографія
Згідно з переписом 2010 року, у місті мешкала 101 особа в 63 домогосподарствах у складі 23 родин. Густота населення становила 177 осіб/км².  Було 103 помешкання (180/км²).
Расовий склад населення:
| - 95,0 % — білих - 5,0 % — корінних американців |

До двох чи більше рас належало 0,0 %. Частка іспаномовних становила 0,0 % від усіх жителів.
За віковим діапазоном населення розподілялося таким чином: 9,9 % — особи молодші 18 років, 60,4 % — особи у віці 18—64 років, 29,7 % — особи у віці 65 років та старші. Медіана віку мешканця становила 52,3 року. На 100 осіб жіночої статі у місті припадало 119,6 чоловіків;  на 100 жінок у віці від 18 років та старших — 111,6 чоловіків також старших 18 років.
За межею бідності перебувало 28,4 % осіб, у тому числі 38,5 % дітей у віці до 18 років та 26,9 % осіб у віці 65 років та старших.
Цивільне працевлаштоване населення становило 75 осіб. Основні галузі зайнятості: публічна адміністрація — 22,7 %, оптова торгівля — 21,3 %, освіта, охорона здоров'я та соціальна допомога — 14,7 %, сільське господарство, лісництво, риболовля — 14,7 %.